# 国鉄ツ1形貨車
国鉄ツ1形貨車（こくてつツ1がたかしゃ）は、かつて日本国有鉄道（国鉄）およびその前身である鉄道省等に在籍した10 t 積みの通風車である。

## 概要
ツワ22500形は1916年（大正5年）にワ19110形 から50両が改造され誕生した形式である。
1928年（昭和3年）5月の車両称号規程改正によりツワ22500形 48両はツ1形（ツ1 - ツ48）に形式名変更された。
側面、妻面それぞれ上下2か所のよろい羽目式の通風孔を備え、屋根には水雷形通風器4個を装備した。
車体塗色は黒一色であり、寸法関係は、全長は6,370 mm、全幅は2,515 mm、全高は3,467 mm、実容積は22.0 m3、自重は6.3 t - 6.9 t である。
戦後の1950年（昭和25年）に「第二次貨車特別廃車」の対象形式に指定され、5月20日通達「車工第376号」により告示された。（当時の在籍車数は3両であった）同年に最後まで在籍した車両が廃車になり形式消滅した。